# Quarte (escrime)
Pour les articles homonymes, voir Quarte.
En escrime, la quarte est une des huit positions d'escrime, elle couvre la ligne du "dedans", elle permet également de riposter, (parer en quarte, ...)

## Description

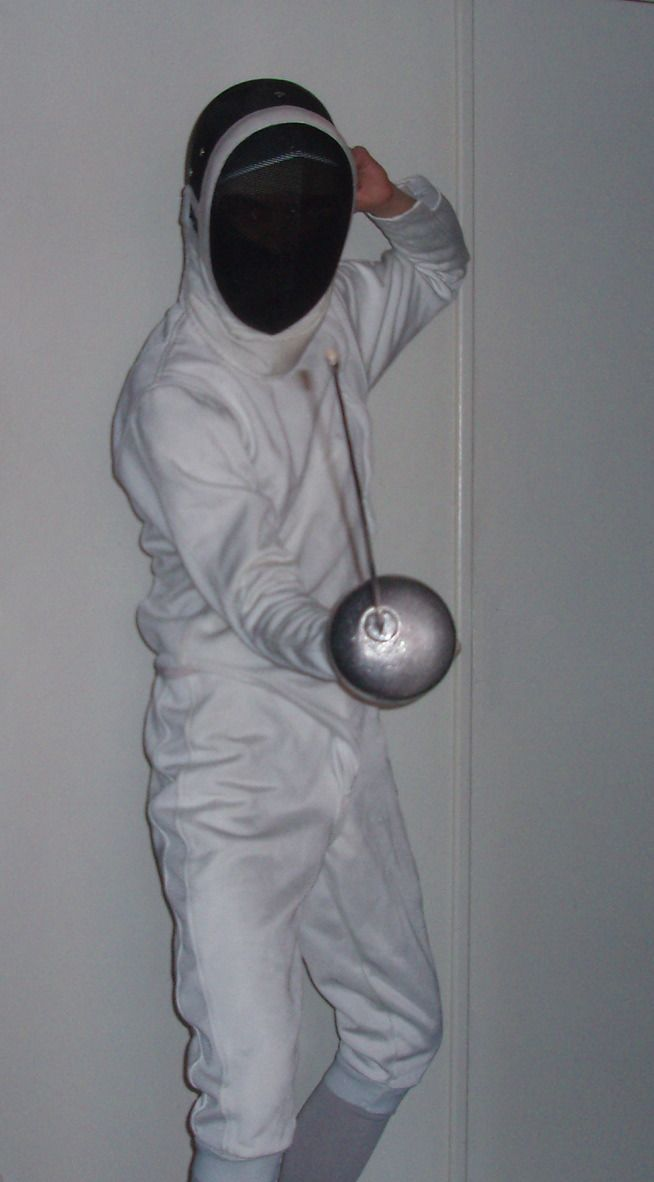
Les positions d'escrime : la quarte (à l'épée)

La main est du côté opposé à la Sixte, les ongles sont dessus, la pointe dirigée vers l'adversaire.